# Toward the Within
Toward the Within е първият официален концертен албум на австралийското неокласическо/даркуейв/ню ейдж дуо Дед Кен Денс, издаден на 25 октомври 1994 г. Въпреки че е концертен албум той съдържа едва 4 песни от предходните издания на групата, а всички други тракове дотогава са неиздавани или изпълнявани само на живо песни. Лиса Джерард презаписва две от песните и ги включва в дебютния си соло албум The Mirror Pool. Заедно с Брендан Пери още няколко инструменталисти участват при записването му. Заедно с Пери и Джерард са и редица музиканти, свирили с тях по други поводи.
Албумъте записан наведнъж през ноември 1993 г. в Мейфеър Тиатър в Санта Моника, Калифорния и е издаден от 4AD като албум и видео (VHS и LaserDisc) година по-късно. Това е последното голямо събитие, което се провежда в театъра, преди той да бъде сериозно повреден при земетресението в Нортридж през януари 1994 г. и трябва да бъде затворен за неопределено време. Видеото е заснето от продуцента Марк Магидсън, известен с работата си по филма Baraka от 1992 г. Съдържа интервюта с Джерард и Пери, както и музикален видеоклип за "Yulunga (Spirit Dance)", съставен от клипове от Baraka. 
Докато компактдискът функционира като саундтрак към видеоклипа, нито един от тях не съдържа цялото шоу. В компактдиска липсва „Gloridean“, както и песента, изсвирена върху финалните надписи на видеото, докато във видеото липсва „Persian Love Song“ и концертни кадри на „Yulunga (Spirit Dance)“. 
През 2001 г. албумът е преиздаден на DVD и включен в бокс сета Dead Can Dance (1981-1998). В допълнение към оригиналното съдържание DVD изданието съдържа няколко екстри: дискография; музикални видеоклипове на "Frontier", "The Protagonist" и "The Carnival Is Over"; и глава от Baraka, озаглавена „Calcutta Foragers/Homeless“, която е настроена към „The Host of Seraphim“ на Дед Кен Денс. През 2004 г. DVD-то е издадено в самостоятелен пакет.

## Песни
1. Rakim – 6:25
2. Persian Love Song – 2:56
3. Desert Song – 4:20
4. Yulunga (Spirit Dance) (от Into the Labyrinth) – 7:12
5. Piece for Solo Flute – 3:34
6. The Wind That Shakes the Barley (от Into the Labyrinth) – 3:12
7. I Am Stretched on Your Grave – 4:38
8. I Can See Now – 2:56
9. American Dreaming – 4:55
10. Cantara (от Within the Realm of a Dying Sun) – 5:15
11. Oman – 5:49
12. The Song of the Sybil (от Aion) – 4:31
13. Tristan – 1:48
14. Sanvean – 4:05
15. Don't Fade Away – 6:12

Забел.: „Persian Love Song“ е базирана на древна персийска песен, по-късно презаписана от Лиса Джерард и издадена през 1995 г. в соловия ѝ албум The Mirror Pool. Същата песен е използвана от Дейвид Силвиан като въведение към „Nostalgia“ (от албума Brilliant Trees), 20-секундна семпъл от песента „The Silver Gun“, взета от Persian Love Song & Mystic Chants – албум, издаден през 1971 г. от Shusha Guppy, въпреки че Силвиан не уточнява това в надписите за албума. „I Am Stretched on Your Grave“ се основава на анонимна поема от 17-ти век. Шинейд О'Конър изпълнява песента в традиционен стил върху хип-хоп барабани в албума си от 1990 г. I Do Not Want What I Haven't Got.

## Състав
- Брендан Пери (вокали, перкусии, китара, свирка, янцин)
- Лиса Джерард (глас, янцин, перкусии)
- Ланс Хоган (китара)
- Андрю Клакстън (клавишни, перкусии)
- Джон Бонар (клавишни, перкусии)
- Rónán Ó Snodaigh (перкусии)
- Робърт Пери (перкусии, флейта, свирка с ниско ре, китара)

|  | Тази страница частично или изцяло представлява превод на страницата Toward the Within в Уикипедия на английски. Оригиналният текст, както и този превод, са защитени от Лиценза „Криейтив Комънс – Признание – Споделяне на споделеното“, а за съдържание, създадено преди юни 2009 година – от Лиценза за свободна документация на ГНУ. Прегледайте историята на редакциите на оригиналната страница, както и на преводната страница, за да видите списъка на съавторите. ВАЖНО: Този шаблон се отнася единствено до авторските права върху съдържанието на статията. Добавянето му не отменя изискването да се посочват конкретни източници на твърденията, които да бъдат благонадеждни. |